# Rick J. Jordan
Hendrik Stedler (rođen 1. siječnja 1968. u Hannoveru, Njemačka, umjetničkog imena Rick J. Jordan) je član njemačke techno skupine Scooter.
Jordan je naučio svirati glasovir u dobi od pet godina, i završio studij kao mikser zvuka. On je trenutno zadužen za zvučne efekte i proizvodnju melodija u Scooteru. Živi u Hamburgu. Rick je u braku s Nikki, koja tu i tamo sudjeluje u pjesmama Scootera svojim prirodnim kao i umjetno visokim glasom u pjesmama poput "Jigga Jigga!", "Nessaja" ili "Friends".
Imaju kćer zvanu Keira, rođenu 2. kolovoza 2007.
Prije Scootera, Rick je osnovao glazbenu skupinu Celebrate the Nun, zajedno s H.P. Baxxterom.